# Fußnote (Zeitschrift)
Fußnote ist eine seit März 2000 in einer Auflage von 5000 Exemplaren in unregelmäßigen Abständen herausgegebene Fachveröffentlichung, die sich mit Themen des Fußverkehrs auseinandersetzt. Herausgegeben wird sie von der Arbeitsgruppe Fußverkehr, die eine gemeinsame Arbeitsgruppe von SRL – Vereinigung für Stadt-, Regional- und Landesplanung und FUSS e.V. – Fachverband Fußverkehr Deutschland ist. Vertrieben wird das Printmedium durch die beiden Organisationen und einen Verteiler des Verkehrsclub Deutschland – VCD. Als PDF-Datei ist die Fußnote auch über das Internet herunterzuladen (siehe Weblink).